# Ascari Ecosse
Ascari Ecosse – pierwszy samochód produkowany przez firmę Ascari, produkcja rozpoczęła się w roku 1998.
Samochód wyposażony został w umieszczoną centralnie, ośmiocylindrową jednostkę od BMW, która została wzmocniona przez Hartge. Silnik o pojemności 4,4 litra generował moc około 300 KM, jego powiększona wersja o pojemności 4,7 litra produkowała moc 400 KM.
Samochód w dużej części wykonany został z włókien szklanych co pozytywnie wpłynęło na niską masę całkowitą. Przy masie 1250 kg, model Ecosse 4,7 rozpędzał się od 0 do 100 km/h w 4,1 s, prędkość maksymalna wahała się w granicach 320 km/h. Rozwój z formy prototypowej do postaci seryjnej zajął około roku pracy. Każdy egzemplarz Ecosse powstawał w przeciągu 450 godzin roboczych. Zbudowano jedynie 17 egzemplarzy, żaden z nich nie został odsprzedany. Tylko dziewięć jeździ dziś po ulicach, pozostałe osiem sztuk zostało wyrejestrowane.